# 神義論
神義論（しんぎろん、ドイツ語: Theodizee）は、1646年に生まれたドイツの哲学者かつ数学者であるゴットフリート・ライプニッツが作った言葉。弁神論とも訳す。ライプニッツはキリスト教の立場から、全能で善なる神の存在にかかわらず、世界に悪が存在することの矛盾の弁証を1710年刊の著書『弁神論』Essai de théodicée sur la bonté de Dieu，la liberté de l'homme et l'origine du mal（神の善性、人間の自由、悪の起源に関する弁神試論）で論じた。
自然神学と同義に用いられることもある。